# Вельбрандово
Вельбрандово (пол. Wielbrandowo, нім. Wielbrandowo, 1942-45: Hildebrandsdorf) — село в Польщі, у гміні Скурч Староґардського повіту Поморського воєводства.
Населення — 234 особи (2011).
У 1975-1998 роках село належало до Гданського воєводства.

## Демографія
Демографічна структура станом на 31 березня 2011 року:
|          | Загалом | Допрацездатний вік | Працездатний вік | Постпрацездатний вік |
| -------- | ------- | ------------------ | ---------------- | -------------------- |
| Чоловіки | 116     | 33                 | 70               | 13                   |
| Жінки    | 118     | 28                 | 70               | 20                   |
| Разом    | 234     | 61                 | 140              | 33                   |